# Cromwell et Charles Ier
Cromwell et Charles Ier ou Cromwell regardant le cadavre de Charles Ier est un tableau peint par Paul Delaroche en 1831. Le tableau porte sur le thème de la Révolution anglaise et met en scène Oliver Cromwell et Charles Ier, après le procès et l'exécution de ce dernier. Le tableau serait inspiré d'un texte de François-René de Chateaubriand.
Le tableau est présenté pour la première fois au Salon de 1831.
Il est conservé au musée des beaux-arts de Nîmes. En 2014, il est prêté au musée des beaux-arts de Lyon dans le cadre de l'exposition L'invention du passé. Histoires de cœur et d'épée en Europe, 1802-1850.